# كاني بداغ
كاني بداغ هي قرية في مقاطعة بيرانشهر، إيران. يقدر عدد سكانها بـ 244 نسمة بحسب إحصاء 2016.